# Aggregat
Pour l’article ayant un titre homophone, voir Agrégat.
La série de fusées Aggregat est un ensemble de modèles de fusées militaires développées entre 1933 et 1945 dans le cadre d’un programme de recherche de la Wehrmacht, l'armée de terre de l'Allemagne nazie. Son plus grand succès fut l'A4, plus connue sous le nom de V2. Le mot allemand Aggregat fait référence à un groupe de machines fonctionnant ensemble.

## Variantes

### A1
L'A1 est la première conception de fusée de la série Aggregat. Elle fut conçue en 1933 par von Braun dans le cadre d’un programme de recherche de la Wehrmacht à Kummersdorf, dirigé par Walter Dornberger. L'A-1 était la grand-mère de la plupart des fusées modernes. La fusée faisait 1,4 m de long, 30,5 centimètres de diamètre, et avait une masse au décollage de 150 kg. Le moteur, conçu par Arthur Rudolph, utilisait un système de propulsion alimenté sous pression brûlant de l'alcool et de l'oxygène liquide, et produit 300 kgf (2,9 kN) de poussée pendant 16 secondes. La fusée était stabilisée par un gyroscope d’une vingtaine de kilos situé dans le nez, mais on craignait que cela puisse causer des problèmes avec les combustibles liquides. Bien que le moteur ait été testé avec succès lors d’un essai, la fusée lors de la première tentative de vol explosa sur la rampe de lancement. La conception fut évaluée comme étant instable, et aucune autre tentative de mise à feu ne fut faite. Les efforts se portèrent alors sur la conception de l'A2.

### A2

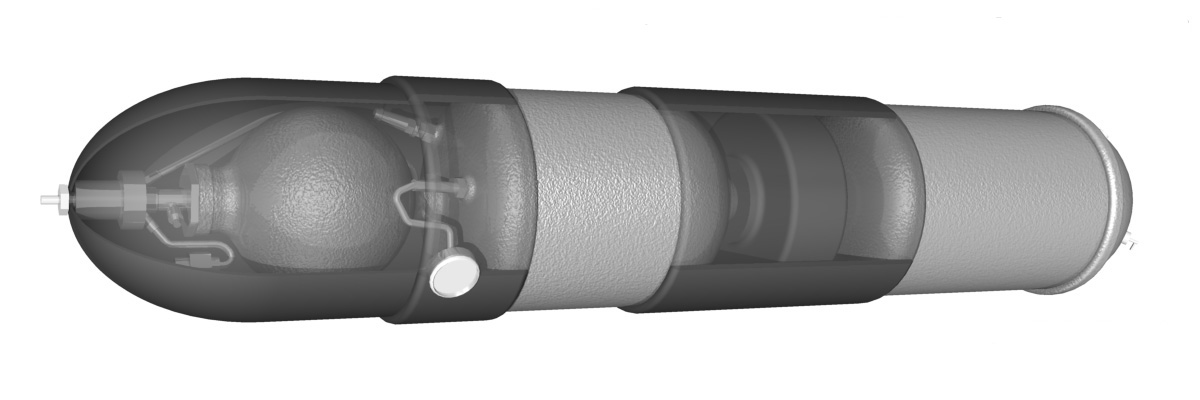
Fusée A2

La fusée A2 fut conçue en 1934 par von Braun dans le cadre du programme dirigé par Dornberger à Kummersdorf. D'une longueur de 1,6 mètre et développant une poussée de 3 kN en brûlant de l'alcool et de l'oxygène liquide, elles étaient dans ses grandes lignes similaires à la fusée A1. Cependant, à la différence de l'A1, les gyroscopes de stabilisation de l'A2 étaient au centre de la fusée, entre les réservoirs d'alcool et d'oxygène, ce qui fait qu'elle était plus stable. La fusée avait une masse à vide de 72 kg, et de 107 kg au décollage. Le premier vol d'essai fut effectué en septembre 1934 à Kummersdorf.
Deux A2 furent construites pour un test à plein régime, et furent nommées d'après la bande dessinée de Wilhelm Busch, Max et Moritz. Les 19 et 20 décembre 1934, elles furent lancées sur l'île de Borkum en mer du Nord. Elles atteignirent respectivement l'altitude de 2,2 km et de 3,5 km,.

### A3
Le développement de l'A3 peut être retracé au moins à partir de février 1935, lorsque l'Oberstleutnant Ernst Ritter von Horstig alloua au général Karl Becker un budget de près d'un demi-million de reichsmarks pour la construction de deux nouveaux bancs d'essai à Kummersdorf. Cela comprenait des bancs d'essais mobiles, de petites locomotives, des bureaux et des espaces de rangement. Les plans de l'A3 prévoyaient une fusée avec un système de guidage inertiel et une poussée moteur de 1 500 kg.
En mars 1936, le Generaloberst Werner von Fritsch fut le témoin d'un tir statique d'un moteur d'A3 à Kummersdorf et fut suffisamment impressionné pour apporter son soutien au programme de fusées,. Comme les premières fusées A1 et A2, l'A3 utilisait également un système de propulsion alimenté sous pression et le même mélange d’oxygène liquide et d'alcool (75 %) que les modèles antérieurs. Il générait 14,7 kN de poussée pendant 45 secondes. Elle utilisait un système à trois gyroscopes pour piloter les ailettes de tuyère en alliage de tungstène. La conception fut terminée et secrètement brevetée au printemps 1936. Des modifications tendant à rendre stable la fusée à des vitesses supersoniques furent finalisées à l'automne.
Les fusées A3 sont les premières à être lancées de la région de Peenemünde, en l'occurrence de l'île de Greifswalder Oie où se trouve un phare, d'où le choix du nom de code retenu, opération Phare, à partir du 1er septembre 1937. En raison de conditions météorologiques défavorables, la première fusée A3 ne put être tirée que le 4 décembre 1937. Les premier et deuxième lancements furent affectés par plusieurs problèmes mettant en cause à la fois le déploiement prématuré du parachute et une panne de moteur. Les deux fusées s'écrasèrent à proximité de leurs points de lancement. Le parachute fut désactivé dans les troisième et quatrième fusées, mais celles-ci connurent aussi des pannes de moteur, bien que le non-déploiement de leur parachute leur permît de s'écraser plus loin de l'aire de lancement. Selon une autre source, une A3 atteignit une portée de 12,1 km et une altitude de 18 km.
À chaque échec d'un lancement, von Braun et Dornberger cherchaient la cause. Au début, il fut estimé qu'une charge électrostatique avait prématurément déclenché le parachute, mais cela fut écarté. En fin de compte, les échecs furent attribués à la mauvaise conception du système de guidage inertiel de la fusée expérimentale et à des instabilités mineures dans le corps de la fusée et à la conception des ailettes.
Après cette série de lancements infructueux, la fusée A3 fut abandonnée et reconçue sous le nom d'A5. Pendant ce temps, le travail continuait sur la fusée A4 .
Caractéristiques
Longueur : 6,74 mètres
Diamètre : 0,68 mètre
Ailettes : 0,93 mètre
Masse au lancement : 748 kg
Ergols : l'éthanol et oxygène liquide
Poussée au décollage : 14,7 kN (1500 kgf)

## A4 (fusée V2)
La fusée A4 est une conception en vraie grandeur avec une portée d'environ 175 km, à une altitude atteinte supérieure à 80 kilomètres, transportant une charge utile d'environ une tonne. Parmi les versions de l'A4, on trouve le premier missile balistique, le premier projectile à atteindre l'espace extra-atmosphérique, et des fusées activement utilisées dans la guerre.
Cette augmentation de capacité a été possible grâce à une refonte complète du moteur de l’A3 (ce qui a donné la fusée connue sous le nom A5) par Walter Thiel. Il devint clair que les conceptions de Wernher von Braun se transformaient en véritables armes, et Dornberger déplaça l'équipe du centre de tests d'artillerie de Kummersdorf (près de Berlin) dans une petite ville, Peenemünde, sur l'île d'Usedom sur la côte allemande de la mer Baltique, afin d’avoir plus de place pour les essais et maintenir le plus grand secret.
Cette version fut complètement fiabilisée et, en 1941, l'équipe avait tiré 70 fusées A5. Le premier vol de l'A4 en mars 1942 la vit voler environ 1,6 kilomètre et s'écraser dans l'eau. La deuxième fusée atteignit une altitude de 11 kilomètres avant d'exploser. La troisième fusée, lancée le 3 octobre 1942, suivit une trajectoire parfaite. Elle retomba à 193 km, et atteignit une hauteur de 80 kilomètres.
La production de la fusée, maintenant connue sous le nom Vergeltungswaffe 2 (Arme de vengeance no 2) ou V2, commença en 1943 sur l'insistance du ministère de la Propagande de Goebbels. Les Alliés étaient déjà au courant de l'arme. En effet, un missile tiré d'un site d'essai à Blizna en Pologne avait été récupéré par les agents de résistance polonaise sur la rive du Bug, et des détails techniques vitaux avaient été donnés au service de renseignement britannique au cours de l'opération Most III.

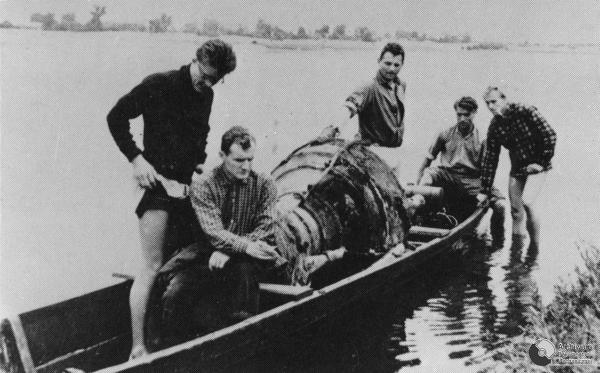
Débris de V2 récupérée dans la rivière Bug, près de Sarnaki;

Le site banc d'essai de missiles situé à Blizna fut rapidement localisé par le mouvement de résistance polonais, l'Armia Krajowa, grâce à des rapports d’agriculteurs locaux. Des agents de l’Armia Krajowa sur le terrain parvinrent même à obtenir des morceaux de roquettes, en arrivant sur les lieux de retombée avant les patrouilles allemandes.
Au début de mars 1944, le quartier général du renseignement britannique reçut un rapport d'un agent de l’Armia Krajowa (nom de code: « Makary ») qui avaient secrètement étudié la voie ferrée de Blizna et observé un wagon extrêmement bien gardé par des troupes SS contenant un objet qui, bien que couvert par une bâche, ressemblait à une « torpille monstrueuse ». Par la suite, un plan fut mis sur pied pour tenter de capturer une fusée V2 complète non explosée et de la transporter en Grande-Bretagne. Aux environs du 20 mai 1944, une fusée V2 en assez bon état était tombée sur la rive marécageuse de la rivière Bug près du village de Sarnaki. Les Polonais locaux réussirent à la dissimuler avant l'arrivée des Allemands. La fusée fut ensuite démontée et transportée à travers la Pologne. À la fin juillet 1944, la résistance polonaise (l'Armia Krajowa et les V-1 et V-2) transporta secrètement les parties de la fusée en dehors de la Pologne dans le cadre de l'opération Most III afin qu'elle soit analysée par les services secrets britanniques.

### A4 - missile mer-sol
À l’automne 1943, le directeur du Deutsche Arbeitsfront, Otto Lafferenz, proposa l'idée d'un conteneur étanche à l'eau, tractable et qui pourrait contenir une fusée A4. Cette suggestion se concrétisa en la conception d'un conteneur de 500 tonnes destiné à être remorqué derrière un sous-marin. Une fois en position de tir, les conteneurs seraient placés à la verticale pour le lancement. Le projet fut baptisé Projekt Schwimmweste et les conteneurs eux-mêmes par le nom de code Prüfstand XII. Les travaux sur les conteneurs furent réalisés par le Vulkanwerft, et un seul exemplaire fut achevé à la fin de la guerre, mais il ne fut jamais testé avec un lancement de fusée.

### A4b/A9
Dans le cas où les sites de lancement devraient être déménagés à l’intérieur des frontières du Reich, la pression fut mise sur von Braun et ses collègues pour qu’ils développassent une version à plus longue portée de l'A4 connue alternativement sous les dénominations A9 et A4b. La raison de cette double désignation était que la série A4 avait reçu la « priorité nationale », la désignation A4b assurait donc la disponibilité de ressources limitées.
En juin 1939, Kurt Patt du bureau d'études de Peenemünde proposa d’y adjoindre des ailes pour convertir la vitesse et l'altitude de la fusée en portance aérodynamique et donc en portée. Comme la fusée rencontrait une atmosphère plus dense sur sa phase de descente, elle planerait, convertissant sa vitesse en portée. Patt proposa également la Flossengeschoss (projectile effilé). Ces deux concepts furent utilisés par Dornberger quand il rédigea une note de présentation à Adolf Hitler à propos de la « fusée Amérique » le 31 juillet 1940.
Les études de conception de la fusée A-9 débutèrent en 1940. En plus de ses ailes, l'A9 aurait été un peu plus grande que l'A4 et son moteur aurait produit une poussée supérieure d'environ 30 %. À la suite d'essais de modèles en soufflerie, la conception fut modifiée par la suite pour remplacer les ailes par des apex de fuselage, les tests ayant montré que ceux-ci offraient une meilleure portance aux vitesses supersoniques et résolvaient le problème du déplacement du centre de portance aux vitesses transsoniques.
Le développement fut suspendu en 1941, mais en 1944, plusieurs V2 furent modifiées dans une configuration proche de celle de l'A9 sous la désignation A4b. Il avait été calculé que l’ajout d’ailes permettrait d'amener la portée des A4 à 750 km, ce qui permettait d’attaquer des cibles en Grande-Bretagne à partir de sites de lancement situés en Allemagne. Il était prévu que la courbe de la trajectoire de l'A4b serait plus arrondie et que la fusée planerait vers sa cible. Il était prévu que l'interception par des avions ennemis à la fin de la phase de planage serait pratiquement impossible, car au-dessus de sa cible, l'A4b devait plonger quasi verticalement, laissant peu de temps pour l'interception.
Le concept A4b fut testé en ajoutant des ailes en flèche à deux A4 lancés de Blizna. Cependant, peu de travail d'adaptation fut effectué et le premier lancement le 27 décembre 1944 fut un échec complet. La seconde tentative de lancement, le 24 janvier 1945, fut partiellement réussie, car l'aile se rompit, mais l'A4b réussit quand même à devenir le premier missile ailé guidé franchissant le mur du son et atteignant Mach 4,.

## A5
L'A5 est un modèle d'essai à échelle réduite de la fusée A4, qui remplaça le précédent modèle réduit (l’A3) qui n’avait pas été un succès. Elle vola de 1938 à 1942, et joua un rôle essentiel pour tester l'aérodynamique et la technologie de l'A4. Elle avait le même moteur de fusée que l'A3, mais elle disposait d’un nouveau système de contrôle et sa forme ressemblait davantage à celle de l'A4. 25 exemplaires furent lancés, certains à plusieurs reprises. La fusée était équipée d'un système de parachute pour la redescente et pouvait flotter jusqu'à deux heures avant de couler, permettant ainsi de la récupérer par bateau. Des variantes furent construites à la fois sans système de propulsion et avec des moteurs monergol pour les essais de largage aérien.
L'A5 avait une longueur de 5,825 m, un diamètre de 0,78 m et une masse au décollage de 900 kg. Comme l'A3, elle était alimentée avec de l'alcool et de l'oxygène liquide comme comburant. Le premier lancement de l'A5 eut lieu à l'été 1938 à Greifswalder Oie et les premiers vols guidés conduits avec succès eurent lieu en octobre 1939, dans le but de tester les systèmes de contrôle prévus pour être utilisés dans l'A4. L'A5 atteignit un plafond de 12 km.

## A6
A6 était une désignation d’une variante de la fusée d'essai A5 qui utilisait des propergols différents.
Certaines sources indiquent qu'elle fut également appliquée à une proposition spéculative d’une version de reconnaissance pilotée d’une variante de l’A4b. Cette fusée A6 fut d'abord proposée au ministère de l'Air allemand comme un engin de reconnaissance non interceptable. Il aurait été lancé verticalement par une fusée, le portant à un apogée de 95 km, et après être ré-entré dans l'atmosphère, il serait entré dans une phase de descente en supersonique, lorsque son unique statoréacteur serait enflammé. Il était espéré que cela donnerait entre 15 et 20 minutes de vol à une vitesse de 2 900 kilomètres à l'heure et permettrait à l'appareil de revenir à sa base et de faire un atterrissage conventionnel assisté par un parachute de freinage. Cependant, le ministère de l'Air n’avait aucun besoin pour un tel appareil et la proposition fut rejetée. Des concepts similaires (quoique sans pilote) furent produits après la guerre sous la forme du missile américain SM-64 Navaho et soviétique Burya (en), deux missiles de croisière intercontinentaux avec propulsion par statoréacteur.

## A7
La fusée A7 est une conception ailée qui n'a jamais été complètement construite. Elle fut étudiée entre 1940 et 1943 à Peenemünde pour la Kriegsmarine. La fusée A7 avait une structure similaire à celle de l'A5, mais avait de plus grandes ailettes d'empennage (1,621 m2), afin d'obtenir une plus grande portée en vol plané. Deux modèles non motorisés de l'A7 furent largués par des avions afin de tester la stabilité de vol ; aucun essai propulsé ne fut jamais effectué. La fusée aurait dû produire une poussée au décollage de 15 kN et avoir une masse au décollage de 1 000 kg. Elle était haute de 5,91 m et avait un diamètre de 0,38 m.

## A8
L'A8 est un projet de variante « allongée » de la fusée A4, pour emporter plus d’ergols (probablement de l’acide nitrique et du kérosène). La conception n'atteignit jamais le stade du prototype, mais un travail de conception complémentaire fut réalisé après la guerre par une équipe allemande en France sous le nom de « Super V2 ». Le projet fut finalement annulé, mais conduisit aux projets de fusée français Véronique et Diamant,.

## A9/A10
Une version avancée de la fusée A9 fut proposée pour attaquer des cibles sur le territoire américain à partir de sites de lancement en Europe. Pour cela, elle aurait besoin d'être lancée au sommet d'un étage d'accélération, l'A10.
Le travail de conception de l'A10 commença en 1940, pour un premier vol programmé en 1946. La conception initiale fut réalisée par Ludwig Roth (en) et fut achevée le 29 juin 1940. Hermann Oberth travailla sur la conception en 1941, et en décembre 1941 Walter Thiel proposa que l'utilisation d'une propulsion pour l'A10 d’une grappe de six moteurs d'A4, ce qui donnerait une poussée totale de 180 tonnes.
Les travaux sur l'A10 furent repris fin 1944 sous le nom de code d'Amerika Projekt et la conception de l'A10 fut modifiée pour intégrer un groupe de six chambres de combustion d'A4 alimentant une tuyère unique. Cela fut modifié par la suite en une chambre unique et tuyère unique. Des bancs d'essai furent construits à Peenemünde pour tester des propulseurs de 200 tonnes de poussée.
Il était admis que les systèmes de guidage existants ne seraient pas assez précis pour des distances supérieure à 5 000 km, et il fut décidé de rendre l'A9 pilotable. Le pilote devait être guidé sur sa trajectoire finale vers la cible par des balises radio installées sur des sous-marins et des stations météorologiques automatiques terrestres au Groenland et au Labrador.
L'étage d’accélération A10 faisait environ 20 m de hauteur. Il développait une poussée de 1 670 kN en brûlant du carburant diesel et de l'acide nitrique durant 50 secondes. Il aurait propulsé le second étage, l’A9, à une vitesse d'environ 4 300 km/h et une altitude de 394 km.

## A11
L'A11 (Japan Rakete) était une conception de ce qui aurait été le premier étage d'une fusée à trois étages, les deux autres étages étant l'A9 et A10.
La conception A11 fut dévoilée aux officiers américains par von Braun à Garmisch-Partenkirchen, les plans furent publiés plus tard en 1946 par l'armée américaine. L'A11 devait utiliser six des grands moteurs à chambre unique proposés pour l'étage A10, l’A10 constituant le second étage serait modifiée pour s’imbriquer dans l'A11. La conception incluait une A9 avec des apex, indiquant une phase terminale en vol plané. Pour atteindre l'orbite, soit une impulsion additionnelle aurait été nécessaire, soit l'A9 aurait dû être allégée. Dans les deux cas, seule une charge utile d'environ 300 kg aurait pu être placée sur une orbite terrestre basse.

## A12
La fusée A12 était une véritable fusée orbitale. Elle fut proposée comme un véhicule à quatre étages, comprenant l'A12, l'A11, l'A10 et l'A9. Les calculs montraient qu'elle pourrait placer jusqu'à 10 tonnes de charge utile en orbite terrestre basse.
L'étage A12 aurait pesé environ 3 500 tonnes avec les réservoirs pleins, et aurait eu 33 m de hauteur. Il devait être propulsé par 50 moteurs d'A10, alimentés par de l'oxygène liquide et de l'alcool.

## Pour approfondir
- Encyclopedia Astronautica : A1, A2, A3, A5, A7, A8, A9, A10, A11, A9/A10/A11/A12
- (de) V2 EMW A4b die bemannte Rakete
- (de) Site traitant de l'A2, Olaf Przybilski
- (de) Site traitant de l'A1, Olaf Przybilski (selon l'auteur, les données techniques en circulation sur l'A1 sont erronées).
- (de) 20 000 dessins originaux du développement de l'A4/V2 et autres
- (de) La fusée A4, partie 1
- (de) La fusée A4, partie 2
- (en) Le développement de la fusée V-2, 2e partie, in Air Trails Magazine, par Willy Ley (membre de la société aéronautique allemande), mars 1946
- (en) Statistiques sur l'A8

- (en) Cet article est partiellement ou en totalité issu de l’article de Wikipédia en anglais intitulé « Aggregate (rocket family) » (voir la liste des auteurs).